# Karl Muggeridge

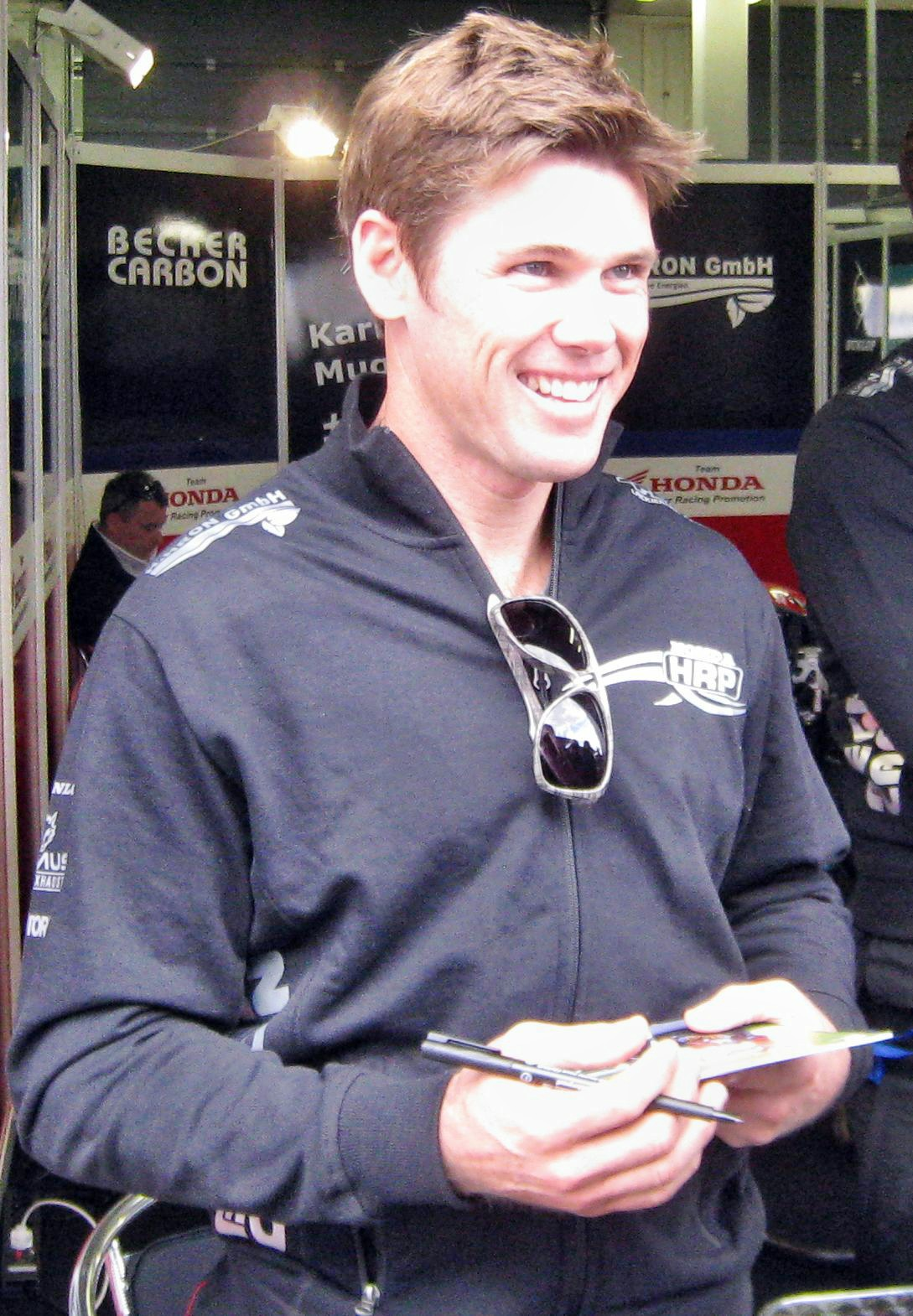
Karl Muggeridge.

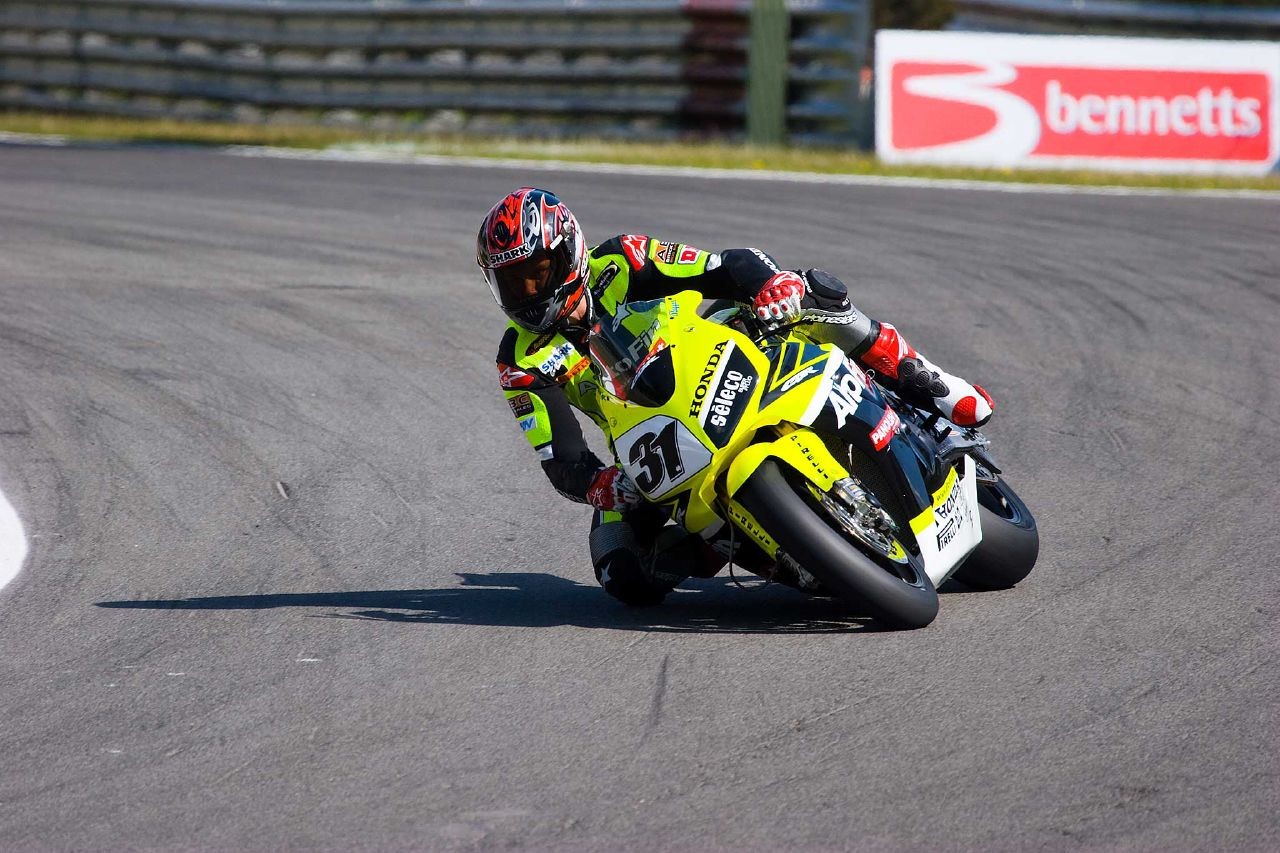
Karl Muggeridge 2007.

Karl Muggeridge, född den 20 april 1974 i Tweed Heads i Australien, är en australisk roadracingförare.

## Roadracingkarriär
Muggeridge är framförallt känd för stora framgångar i Supersport-VM där han blev världsmästare 2004. Sedan dess kör han i Superbike, dock utan större framgångar. Bästa placeringen i Superbike för Muggeridge är en elfte plats 2005.

## Segrar Supersport
| Nr | Bana         | År   |
| -- | ------------ | ---- |
| 1  | Brands Hatch | 2000 |
| 2  | Assen        | 2003 |
| 3  | Imola        | 2003 |
| 4  | Magny-Cours  | 2003 |
| 5  | Misano       | 2004 |
| 6  | Monza        | 2004 |
| 7  | Oschersleben | 2004 |
| 8  | Brands Hatch | 2004 |
| 9  | Assen        | 2004 |
| 10 | Imola        | 2004 |
| 11 | Magny-Cours  | 2004 |